# Аманда Браун (тенісистка)
Аманда Браун (англ. Amanda Brown; нар. 2 травня 1965) — колишня британська тенісистка.
Найвищим досягненням на турнірах Великого шолома було 2 коло в одиночному розряді.
Завершила кар'єру 1986 року.

## Досягнення
| W | Ф | ПФ | ЧФ | #Р | КТ | К# | DNQ | A | NH |

### Одиночний розряд
| Турнір                                 | 1982 | 1983 | 1984 | 1985 | 1986 | Виграшів-поразок за кар'єру |
| -------------------------------------- | ---- | ---- | ---- | ---- | ---- | --------------------------- |
| Відкритий чемпіонат Австралії з тенісу | К1р  | 1р   | К2р  | 2р   |      | 1–2                         |
| Відкритий чемпіонат Франції з тенісу   |      |      |      | 1р   |      | 0–1                         |
| Вімблдонський турнір                   |      | 2р   | 2р   | 1р   | 1р   | 2–4                         |
| Відкритий чемпіонат США з тенісу       | К2р  | К1р  | 1р   | 1р   |      | 0–2                         |

### Парний розряд
| Турнір                                 | 1982 | 1983 | 1984 | 1985 | 1986 | Виграшів-поразок за кар'єру |
| -------------------------------------- | ---- | ---- | ---- | ---- | ---- | --------------------------- |
| Відкритий чемпіонат Австралії з тенісу | 1р   |      |      | 1р   |      | 0–2                         |
| Відкритий чемпіонат Франції з тенісу   |      |      |      | 1р   |      | 0–1                         |
| Вімблдонський турнір                   |      | 1р   | 1р   | 1р   | 1р   | 0–4                         |
| Відкритий чемпіонат США з тенісу       |      |      | 1р   | 1р   |      | 0–2                         |

### Мікст
| Турнір                                 | 1984 | Виграшів-поразок за кар'єру |
| -------------------------------------- | ---- | --------------------------- |
| Відкритий чемпіонат Австралії з тенісу |      | 0–0                         |
| Відкритий чемпіонат Франції з тенісу   |      | 0–0                         |
| Вімблдонський турнір                   | 2р   | 1–1                         |
| Відкритий чемпіонат США з тенісу       |      | 0–0                         |

### Кубок Федерації
| Основна сітка Кубка Федерації 1984 |                  |          |             |           |                           |                             |                                   |                           |
| Дата                               | Місце проведення | Покриття | Раунд       | Суперниці | Підсумковий рахунок матчу | Матч                        | Суперниця                         | Рахунок у своєму поєдинку |
| 15–22 Лип 1984                     | Сан-Паулу        | Ґрунт    | R1          | Болгарія  | 0–3                       | Парний розряд (з Енн Гоббс) | Катарина Малеєва/Мануела Малеєва  | 6–7, 5–7 (L)              |
| Втішні раунди Кубка Федерації 1984 |                  |          |             |           |                           |                             |                                   |                           |
| 15–22 Лип 1984                     | Сан-Паулу        | Ґрунт    | R1          | BYE       | BYE                       | BYE                         | BYE                               | BYE                       |
| 15–22 Лип 1984                     | Сан-Паулу        | Ґрунт    | R2          | Канада    | 2–1                       | Одиночний розряд            | Ева Рожавольдьї                   | 6–4, 6–3 (П)              |
| 15–22 Лип 1984                     | Сан-Паулу        | Ґрунт    | R2          | Канада    | 2–1                       | Парний розряд (з Джо Дьюрі) | Рітец/Рожавольдьї                 | 6–2, 7–5 (П)              |
| 15–22 Лип 1984                     | Сан-Паулу        | Ґрунт    | Чвертьфінал | Угорщина  | 2–1                       | Одиночний розряд            | Карен Девіс                       | 6–4, 6–2 (П)              |
| 15–22 Лип 1984                     | Сан-Паулу        | Ґрунт    | Чвертьфінал | Угорщина  | 2–1                       | Парний розряд (з Джо Дьюрі) | Джилл Гетерінгтон/Елен Пеллетьє   | 7–6, 6–2 (П)              |
| 15–22 Лип 1984                     | Сан-Паулу        | Ґрунт    | Півфінал    | Бразилія  | 1–2                       | Одиночний розряд            | Сілвана Кампос                    | 4–6, 5–7 (L)              |
| 15–22 Лип 1984                     | Сан-Паулу        | Ґрунт    | Півфінал    | Бразилія  | 1–2                       | Парний розряд (з Енн Гоббс) | Патрісія Медрадо/Клаудія Монтейру | 5–7, 5–7 (L)              |